# Seznam poljskih nogometašev
Seznam poljskih nogometašev.

## A
- Dariusz Adamczuk
- Marcin Adamski
- Zygmunt Anczok
- Teodor Anioła
- Jarosław Araszkiewicz

## B
- Arkadiusz Bąk
- Jacek Bąk
- Tomasz Bandrowski
- Marcin Baszczyński
- Jan Bednarek
- Bartosz Białek
- Jarosław Bieniuk
- Jakub Błaszczykowski
- Sebastian Boenisch
- Zbigniew Boniek
- Artur Boruc
- Ariel Borysiuk
- Bartosz Bosacki
- Grzegorz Bronowicki
- Paweł Brożek
- Jerzy Brzęczek
- Robert Brzęczek
- Marcin Burkhardt

## C
- Mateusz Cetnarski
- Gerard Cieślik

## D
- Kazimierz Deyna
- Jerzy Dudek
- Dariusz Dudka
- Dariusz Dziekanowski

## F
- Łukasz Fabiański
- Tomasz Frankowski

## G
- Seweryn Gancarczyk
- Piotr Giza
- Kamil Glik
- Arkadiusz Głowacki
- Paweł Golański
- Konrad Gołoś
- Jacek Góralski
- Damian Gorawski
- Kamil Grosicki
- Roger Guerreiro
- Zbigniew Gut

## H
- Tomasz Hajto

## J
- Dawid Janczyk
- Artur Jędrzejczyk
- Ireneusz Jeleń
- Tomasz Jodłowiec
- Mariusz Jop
- Andrzej Juskowiak

## K
- Marcin Kaczmarek
- Paweł Kaczorowski
- Radosław Kałużny
- Bartosz Karwan
- Henryk Kasperczak
- Przemysław Kaźmierczak
- Tomasz Kiełbowicz
- Tomasz Kłos
- Józef Klose
- Miroslav Klose (poljsko-nemški)
- Kazimierz Kmiecik
- Adam Kokoszka
- Kamil Kosowski
- Marcin Kowalczyk
- Wojciech Kowalewski
- Marek Koźmiński
- Waldemar Kryger
- Paweł Kryszałowicz
- Jacek Krzynówek
- Arkadiusz Kubik
- Cezary Kucharski
- Mariusz Kukiełka
- Tomasz Kulawik
- Tomasz Kuszczak

## L
- Grzegorz Lato
- Wojciech Łazarek
- Mariusz Lewandowski
- Robert Lewandowski
- Wojciech Łobodziński
- Włodzimierz Lubański

## M
- Radosław Majdan
- Radosław Majewski
- Patryk Małecki
- Radosław Matusiak
- Adam Matuszczyk
- Adam Matysek
- Adrian Mierzejewski
- Sebastian Mila
- Kazimierz Moskal (nogometaš)
- Olgierd Moskalewicz
- Maciej Murawski
- Rafał Murawski

## N
- Adam Nawalka
- Grzegorz Niciński
- Andrzej Niedzielan
- Łukasz Nowotczyński
- Krzysztof Nowak

## O
- Ludovic Obraniak
- Emmanuel Olisadebe

## P
- Grzegorz Pater
- Michał Pazdan
- Sławomir Peszko
- Grzegorz Piechna
- Łukasz Piszczek
- Ernest Pohl†
- Sebastian Przyrowski

## R
- Patryk Rachwał
- Arkadiusz Radomski
- Grzegorz Rasiak
- Sławomir Rutka
- Maciej Rybus
- Tomasz Rząsa

## S
- Maciej Sadlok
- Marek Saganowski
- Grzegorz Sandomierski
- Artur Sarnat
- Paweł Sibik
- Euzebiusz Smolarek
- Artur Sobiech
- Radosław Sobolewski
- Łukasz Sosin
- Maciej Stolarczyk
- Andrzej Szarmach
- Wojciech Szczęsny
- Antoni Szymanowski
- Sebastian Szymański
- Mirosław Szymkowiak

## Š
- Bartosz Ślusarski
- Piotr Świerczewski

## T
- Przemysław Tytoń

## W
- Tomasz Wałdoch
- Marcin Wasilewski
- Artur Wichniarek
- Ernest Wilimowski
- Jakub Wilk
- Hubert Wolakiewicz

## Z
- Bogdan Zając
- Marcin Zając
- Łukasz Załuska
- Tomasz Zdebel
- Jacek Zieliński
- Marek Zieńczuk

## Ž
- Marcin Żewłakow
- Michał Żewłakow
- Władysław Żmuda
- Dariusz Żuraw
- Maciej Żurawski